# Secció d'hoquei sobre patins de la União Desportiva Oliveirense
La secció d'hoquei patins de la União Desportiva Oliveirense és la branca del club poliesportiu de la ciutat portuguesa d'Oliveira de Azeméis creada l'any 1969. És considerat un dels principals equips del hoquei sobre patins portuguès després de l'SL Benfica, el FC Porto i el Sporting CP.

## Història
La secció ha aconseguit acabar subcampió de la Lliga portuguesa les temporades 1986-87 i 2018-19, mentre que ha finalitzat en tercera posició en deu ocasions. Pel que fa a la Copa portuguesa, n'ha guanyat tres edicions els anys 1997, 2011, 2012 i 2019, havent disputat tres finals més on caigué derrotat.
L'any 1997 aconsegueix el seu primer títol intercontinental al guanyar la Copa de la CERS, derrotant a la final al ACR Gulpilhares portuguès.
A la temporada 2015/16 va aconseguir ser finalista de la Copa d'Europa, on va perdre per 5 a 3 contra l'SL Benfica. La temporada següent repetiria la fita, perdent la final en aquella ocasió enfront el Reus Deportiu per 1 a 4 en una final disputada al Pavelló Barris Nord de Lleida.
L'any 2017, com a subcampió d'Europa, guanya la Copa Continental, imposant-se a la final al Reus Deportiu per 7 a 4 a Viareggio. Aquesta va ser la primera edició d'aquesta competició en la que també hi prenien part els dos subcampions europeus.
L'any 2024 torna a ser finalista, per tercera vegada, de la Copa d'Europa, caient de nou a la final, en aquesta ocasió enfront el Sporting. No obstant, mesos més tard, reeditant la mateixa final, s'alça amb la segona Copa Continental.

## Palmarès
- 1 Copa de la CERS (1996/97)
- 4 Copes de Portugal (1997, 2011, 2012, 2019)
- 2 Copes Continentals (2017, 2024)
- 1 Campionat Nacional de 2a Divisió Zona Nord (1975)